# Campylium annamense
Campylium annamense là một loài rêu trong họ Amblystegiaceae. Loài này được Broth. & Paris mô tả khoa học đầu tiên năm 1911.